# Kupferchloridkristallisation
Die Kupferchloridkristallisation oder Biokristallisation, (engl. copper chloride biocrystallization) ist ein anthroposophisches Verfahren zur Beurteilung und Qualitätsbegutachtung zu analysierender Substanzen, vor allem von Lebensmitteln. Sie wurde 1925 von dem Anthroposophen und Chemiker Ehrenfried Pfeiffer eingeführt. Der Hinweis, als Metallsalz Kupferchlorid zu wählen, stammte von seiner damaligen Mitarbeiterin Erika Sabarth. Die Kupferchloridkristallisation wird zu den sog. „bildschaffenden Methoden“ gerechnet. Die Methode ist außerhalb der Anthroposophie nicht gebräuchlich und wissenschaftlich nicht anerkannt.

## Verfahren
Ein wässriger Extrakt der jeweiligen Probe wird einer Kupferchloridlösung zugesetzt, die danach in dünner Schicht auf einer Glasplatte unter kontrollierten Bedingungen (Temperatur und Luftfeuchte, erschütterungsfreie Klimakammer) zur Kristallisation gebracht wird. Dabei ergeben sich – verglichen mit den Kristallformen der reinen Kupferchloridlösung – für die zu untersuchende Probe charakteristische Strukturveränderungen des Kristallisats.

## Interpretation des Ergebnisses
Das zusatzspezifische „Kristallbild“ wird nach morphologischen Kriterien, beispielsweise nach Anzahl und Ordnung der Verzweigungen, und nach messbaren Eigenschaften der Textur, beurteilt, indem es mit einer Referenzskala verglichen wird.
Anwender der Kupferchloridkristallisation halten die Methode für ein objektives und reproduzierbares Testverfahren in Ergänzung zur chemischen Analytik. Sie weisen jedoch selbst auf die Tatsache hin, dass – in Abhängigkeit von der Auswertungsmethodik – die Interpretation der Bilder stark an die interpretierende Person gebunden sei. Deshalb kommen zur Objektivierung der Ergebnisse Methoden der wissenschaftlichen Sensorik zur Anwendung. Die Methode wurde nach ISO 17025 dokumentiert und die charakteristischen Kenngrößen ermittelt. Dazu gehören neben Experimenten zur Wiederholbarkeit und Reproduzierbarkeit auch Vergleichsmessungen an codierten Proben.

## Kritik
Der Mediziner Franz Stratmann kritisiert bei dem Verfahren die Ungenauigkeit der Angaben, die fehlende Reproduzierbarkeit und die fehlerhafte oder fehlende Dokumentation. Er weist auf unzulässige Analogieschlüsse hin und hält die Anwendung bildschaffender Methoden nicht für vertretbar.